# 세월호 참사 특별조사위원회 청문회
세월호 참사 특별조사위원회 청문회, 또는 줄여서 세월호 참사 청문회는 대한민국 서울특별시 중구 YWCA 대회의실에서 열리는 청문회로서, 세월호 특별법에 따라 4.16 세월호 참사 특별조사위원회가 주최하는, 세월호 침몰 사고에 관한 진상규명을 위한 공개 청문회이다.
1차 청문회는 2015년 12월 14일에서부터 2015년 12월 16일까지 열렸다.
세월호 참사 청문회는 대한민국 국회에서 열리지 못했으며, 세월호 참사 청문회에 참석한 증인들은 세월호 특별법에 의거 거짓된 증언을 하였을 경우 위증의 벌을 받겠다는 선서를 하여야 하며, 정당한 이유없이 선서를 거부하거나, 위증을 하였을 경우 세월호 특별법에 따라 처벌될 수 있다.

## 1차

세월호 참사 특별조사위원회 제 1차 청문회의 포스터

### 1일차
- 416TV의 1일차 청문회 오전 동영상
- 416TV의 1일차 청문회 오후 동영상

2015년 12월 14일 오전 9시 30분에, YWCA 대회의실에서 세월호 참사 특별조사위원회 1차 청문회 1일차 청문회가 열렸다.
세월호 참사 특별조사위원회의 청문회가 14일 사흘간의 일정에 돌입했다. 1일차 청문회는 약 100여명의 유가족과 피해자 가족들이 참여한 가운데 시작되었다. 이번 특별조사위원회의 이석태 위원장은 시작 전, "당시 정부가 제대로 대응한 것인지 집중적으로 묻고자 한다"며 "청문회를 통해 해경을 비롯한 구조단이 왜 탑승객을 제대로 구하지 못했는지 확인할 것", "부실대응으로 인한 제2, 제3의 피해가 있었는지 확인할 것" 이라고 당부하였다.
전명선 4.16 피해자 가족협의회 운영위원회 위원장은 "우리 가족들은 진실을 포기할 수 없다. 구할 수 있었고, 아무런 방해도 없었지만 구하지 못했다" 면서 "당시 해경 등의 잘못된 보고와 명령, 지시가 있었던 것이 참사의 원인이다" 라고 말했다.
오전 청문회에서는, 해경 측에서는 이춘재 해양경찰청 경비안전국장, 유연식 서해지방해양경찰청 상황담당관, 조형곤 목포해양경찰서 경비구난과 상황 담당관이 증인으로 출석하였다. 또한, 장완익 특별조사위원 등 청문회 위원들은 신고 접수및 초동 대응의 부적절성에 관해서 집중적으로 질문하였다.
오후 청문회에서는, 현장 구조 상황과 지휘에 대한 체계를 중점으로 약 5시간 동안 청문회가 이어졌다.
또한, 세월호 참사에서 생존한 화물기사 A씨가 참고인 자격으로 출석해 관련 질의응답 시간을 가졌는데, A씨는 김서중 특별조사위원의 당시 로비상황이 탈출이 가능했냐는 질문에 "탈출 제안만 있었으면 탈출할 수 있는 상황이었다" 고 답변하였으며, 파도가 심하거나 와류가 심한 상황이었는지 묻자 "그랬다면 제가 여기 못 있었을 것"이라고 답변했다.
또한, 1일차 청문회에서 참사 당일 해경 123정보다 4분 앞선 오전 9시 26분, 참사 현장에 도착했던 B703기가 "해경 지휘라인의 지시 없이 자체적으로 위급 상황이라는 판단에 따라 이동했던 것"으로 드러났다. 그런데도, B703기는 고해상도의 영상수집장치를 통해서 당시 세월호 선박의 상황을 어떤 구조세력보다 정확하게 파악할수도 있었으며, 그런데도 세월호 내에 승객들 대부분이 탈출하지 못해 머물고 있다는 정보를 제공한 적도 없을 뿐 아니라, 오히려 B703기로부터 현장 정보 자체를 보고받은 적도 없었던 것으로 확인되었다.
낮 1시 30분, 1일차 청문회에 참석한 김수현 전 서해지방해양경찰청 청장이 갑자기 오후 2시 40분에 고혈압 증세로 병원으로 긴급후송되었다.
세월호 참사 당시에, 20여 명의 학생들을 밧줄로 묶어 구해 "파란 바지의 의인"으로 불렸던 50세 화물기사 김동수씨가 청문회에서 박상욱 당시 목포해경 123정 승조원이 "구조정이 해류에 밀린 것 같다"는 답을 해 방청석에서 야유가 쏟아지는 상황에서, "위원장님 잠시 한 마디만 하겠다, 솔직히 너무한 거 아니냐", "위증입니다"라고 이야기 한 뒤에, "저 이렇게 억울합니다!"라고 다시 외친 뒤, 자신의 점퍼 주머니에서 흉기를 집어들어, 자신의 상의를 들춘 뒤 배에 흉기를 이용하여 수차례 자해를 하였다. 이에 따라, 이를 지켜보던 김동수씨의 부인이 혼절하고 청문회가 일시적으로 정회되는 등 큰 소동이 벌어졌는데, 후에 정회되었던 청문회는 오후 4시 15분에 다시 진행되었다.
또한 박상욱 전 해양경찰은 "그리고 세월호 앞에 학생들이 되게 위험하게 계속 소리지르고 해도 빨리 그쪽을 벗어나라고 소리질러도 애들이 어려서 철이 없는지 위험한지를 모르는건지... 위험을 감지를 못했던 것 같습니다."라고 당시 피해학생들의 잘못으로 돌리는 듯한 발언을 하여 유가족들의 분노를 샀다.
또한, 국민안전처는 검찰과 감사원 등 사정기관에 주파수 공용통신장치(TRS)의 녹취록의 "승객이 배 안에 있다" 등 해경에 불리한 통화내용이 삭제된 채 제출됐다는 보도가 나가자 이날 해명자료를 통해 "지난해 5월 감사원과 국회에 세월호 구조 관련 TRS 녹취록을 1차로 제출했다"며 "음성파일을 녹취한 녹취록을 참고용으로만 활용할 것을 제출 당시 명기했고, 원본 음성파일도 함께 제출했다"고 밝혔다.

#### 외부 반응
- 이날 서울 중구 명동성당 앞에서 태극의열단 회원들이 4.16 세월호 참사 국민조사위원회 출범식을 가졌다.[13]

- 고엽제전우회는 이날 오전 명동성당 좌측 앞 인도에서 약 1,500명의 회원들이 세월호 참사 특별조사위원회 청문회에 대한 규탄집회를 가졌다. 관계자는 "세월호 특조위는 본연의 임무를 망각하고 세월호 참사 당일 대통령행적조사를 한다던지, 세월호 특조위 박종운 위원은 박근혜 대통령을 능지처참하고 박정희 전 대통령을 부관참시 해야 한다는 유족의 발언에 박수를 치면서 동조를 하는 등 그들의 비상식적인 행동들에 대해 개탄을 금할 수가 없다."고 전했다.[14]

### 2일차
- 416TV의 2일차 청문회 오전 동영상
- 416TV의 2일차 청문회 오후 동영상

2015년 12월 15일 오전 9시 30분에, YWCA 대회의실에서 세월호 참사 특별조사위원회 1차 청문회 2일차 청문회가 열렸다.
2일차 청문회에서는 당시 구조를 지휘한 김석균 해양경찰청장, 김수현 서해지방해경청장, 김문홍 목포해경서장 등 해경 관계자와 안전행정부·해양수산부 간부, 박준영 전남도지사 등이 증인으로 출석하였으며 세월호 참사 특별조사위원회는, 해경의 참사 초기 대응이나, 청와대 보고, 지시 사항, 해양사고 관련 매뉴얼에 따라서 제대로 된 구조가 이루어졌는지에 대하여 집중적으로 질의하였다.
2일차 청문회에서, 김진 특별조사위원은 증인인 김석균 전 해양경찰청장에게 "지난해 4월 28일 김경일 정장의 기자회견을 직접 지시했나"라고 물었으며, 이에 대하여 김석균 전 해양경찰청장은 "당시 구조와 관련한 숱한 오보와 잘못된 의혹 제기들이 있어서 123정 대원들로부터 현장 구조활동 내용을 직접 청취한 뒤 이를 있는 그대로 국민들에게 알릴 수 있는 기회를 마련하라고 홍보라인에 지시했다"고 답변하였지만, "세세한 내용까지는 기억나지 않는다"며, 기자회견에서 "퇴선명령을 했다"는 허위 내용이 포함되었는지에 대한 여부는 몰랐다고 답하였다. 또한, 뉴스타파가 확보한 ‘초동조치 및 수색구조 쟁점’ 문건을 보면, 해경은 ‘해경 경비정이 선미로 가야 많은 인명을 구할 수 있는데도 접근도 하지 않은 이유’에 대해 ‘9시 30분 123정에서 현장 도착시 외부 갑판에 승객들이 보이지 않아 마이크를 이용하여 퇴선안내 방송을 수 차례 하였음”이라고 대응하도록 되어 있는 등, 당시 언론 등을 통해 제기된 여러 의혹에 대해 일종의 ‘모범답안’을 제시해 놓고 있다.
또한 이주영 전 해양수산부 장관이 이날 오후 서면을 통해서 참석 의사를 전달했다고 밝혔으며, 다음날 3일차 청문회 오후 청문회에서 증인으로 출석해 참사 당시 수색 상황에 대한 피해자 정보 접근권과 희생자 수습 지원을 진술할 예정이라고 밝혔다.
또한, 김경일 당시 123정 정장이 참사 당시 해역으로 가며 데이터통신을 한 기록이 처음으로 발표되었으며, 이를 증거로 제출한 이호중 비상임위원은 “카카오톡 등을 통해 세월호 영상을 보냈느냐”고 물었지만 김경일 당시 123정 정장은 “그 당시 영상을 찍어 보낸 적이 없다”고 해당 사실을 부인하였다.

#### 외부 반응
- 대한민국 어버이연합 회원들이 이날 오후 서울 중구 YWCA건물 앞에서 세월호 특별조사위원회를 규탄하는 구호를 외치고 시위를 벌였다.[20]

- 민주언론시민연합이 세월호 특별조사위원회 청문회 관련 신문‧방송 보도 모니터 보고서를 공개하였으며, 이 보고서를 보면 대부분 언론은 1~2개 기사만 내고 지상파 3사는 중계하지 않았다고 한다.[21]

- '세월호3년상을치르는 광주시민상주모임'이 세월호 참사 청문회 보도에 대하여 소극적인 방송사에 항의하는 뜻으로, 오후 7시 광주광역시 동구 충장로우체국 앞에서 스크린을 내걸고 <오마이TV>의 청문회 생중계 영상을 틀었다.[22]

- 지난달 11월 23일, 박종운 세월호 특별조사위원회 상임위원의 박수 논란을 보도해 '악마의 편집'이라는 비판을 받았던 김나라 문화방송 기자가 사내 특종상과 100만 원의 상금을 받은 것으로 밝혀졌다. 지난달 11월 19일 하태경 새누리당 의원은 "박 위원이 한 행사에 참석해 대통령에 대한 차마 입에 담지 못할 모욕적인 발언을 한 세월호 유가족에 박수로 동조하는 모습을 보였다"고 비판했고, 문화방송은 하 의원에게 해당 영상을 건네받아 23일 뉴스데스크를 통해 보도하였다.[23]

### 3일차
- 416TV의 3일차 청문회 1부 동영상
- 416TV의 3일차 청문회 2부 동영상
- 416TV의 3일차 청문회 3부 (오후) 동영상

2015년 12월 16일 오전 9시 30분에, YWCA 대회의실에서 세월호 참사 특별조사위원회 1차 청문회 3일차 청문회가 열렸다.
세월호 참사 초기 구조 당시에 현장지휘관 (OSC·On Scene-Commander)인 2일차 청문회 당시 영상을 찍어보낸적이 없다고 부인한 김경일 123정 정장의 휴대폰이 참사 당일 10시 28분, 세월호 2등항해사 김영호 씨 명의의 제주 소재 유선전화로 발신이 되어, 13초 간 통화한 사실이 밝혀졌다.
세월호 참사 희생자의 유가족인 이모(47)씨와 정모(45)씨는 3일차 청문회에서 참고인 자격으로 출석하여 "정부가 발표하는 자료가 과장된 탓에 가족들의 불신을 샀고 그 때문에 가족들이 계속 사고 현장에 머무르게 됐다"고 말하였으며, 또한 이들은 "정부가 잠수 인력을 500∼600명, 동원 항공기를 32대로 발표했지만 사실 잠수인력은 실제 잠수한 인원이 아니라 대기인원이었고 동원 항공기는 순찰횟수를 대수로 바꿔 발표했다"고 성토하기도 하였다.
세월호 참사 희생자 정모 학생의 아버지 정모(45)씨는 목포해양경찰청에게서 건네받은 자신의 아들인 희생자 정모 학생의 수습 당시에 찍힌 사진을 공개하였다. 이날 정모씨는 "아들의 마지막 모습을 공개해야 할지 많이 망설였다", "가족분들 중에서도 아이들을 안 본 사람이 있을거다"고 말문을 열었다. 또한 정모씨는 "자식이 죽으면 가슴에 묻는다는 옛말이 있는데 저는 아직까지도 가슴에 묻을 수가 없다", "동수를 처음 봤을 때 목포해양경찰청에서 들고 온 사진을 위원님들이 한번 보시고 저희 가족들이 아이들을 묻을 수 있도록 해달라. 끝까지 진실 규명 부탁드린다"고 호소하기도 하였다.
또한, 이날 3일차 청문회에 참석한 이주영 전 해양수산부 장관은 "참사 당시에 정부의 초기 대응에 문제가 있던 것을 인정한다", "주무부처 장관으로 참사 수습에 궁극적인 책임이 있다"고 말하면서 책임을 인정하고 사과하였다.

#### 외부 반응
- 민주언론시민연합이 공개한 세월호 참사 특별조사위원회 청문회 관련 신문‧방송 보도에 대한 2차 모니터 보고서에 따르면, 경향신문과 한겨레를 제외한 나머지 신문사들은 한 건의 기사도 올리지 않았다는 사실이 드러났으며, 방송에서는 지상파 3사와 TV조선, 채널A는 단 1건도 보도하지 않았고 JTBC만 단 1건 보도하였다는 사실이 밝혀졌다.[28]

- 전국언론노동조합 KBS 본부에 따르면, 한국방송공사 보도국 간부들이 세월호 특조위의 공개 청문회의 마무리 보도를 제안, 요구하는 이병도 기자협회장의 제안에 대해 "편집권 침해"라고 주장하였다.[29]

## 비판
세월호 특별조사위원회의 1차 청문회가 사흘간의 일정으로 마무리되었으나, 여당 측 위원들이 불참하고 증인들이 대부분 모르쇠로 일관하면서 반쪽짜리 청문회에 그쳤다는 비판이 있다.
또한, 참석한 증인들의 태도가 거만하였으며, "제가 (감사원 조사에서)진술했지만 기억이 안 난다"는 등 진술 거부 행위 뿐만 아니라,
검찰조사에서 해경의 희생양이 된 목포해경123정을 지휘통제한 인물인 김문홍 목포해양경찰서장은, 발언 때 오히려 길게 답변하는 방식을 택하여 김문홍 서장은 청문위원이 단답형으로 질문을 해도, A4로 정리라도 해놓은 것처럼 질문과 동떨어진 내용을 반복적으로 길게 진술하여 청문위원들과 유족들이 지칠 정도였다는 평가도 있다. 또한, 청문회 막바지인 9시 무렵, 김문홍 서장 등 증인들이 목청을 높이기 시작하였고, 자신의 청문회 순서가 뒤로 밀려 오래 기다렸다고 큰 소리로 화를 내기도 하였다.
팩트TV는 이에 대해, "첫 세월호 청문회, 무엇을 남겼나"라는 주제로 토론을 하기도 하였다.
또한, 애초에 국회에서 열리지 못한 청문회였고, 증인들은 대답을 회피하고 잘못을 전가하는 모습만 보였고, 유가족들은 여전히 밥을 먹지 못했고, 울거나 소리 지를 수밖에 없었다는 비판도 있었으며, 증인들이 말장난을 하는 식의 무성의함과 무책임함을 보였다는 비판이 있었다. 2일차 청문회 도중에, 이호중 특별조사위원이 김석균 전 해양경찰청장에게 "왜 세월호 사고 당시 구조 인력수를 500여 명이라고 부풀려서 발표했냐"고 지적했다. 김 전 청장은 이 위원의 지적에 "동의할 수 없다"며 "500명을 투입했다고 했지, 직접 잠수했다고는 안 했다"는 식의 답을 내놓았기도 했다.
또한, 이번 1차 청문회를 하는 3일 내내 증인들은 모르쇠로 일관하고, 계속해서 책임을 전가하는 모습을 보였기도 하였으며, 세월호 참사 당시에 "파란 바지의 의인"이라 불리던 김동수 씨는 1일차 당시에 이를 지켜보다 못해 자해하였고, 청문회 도중에도 곳곳에서 "혈압이 오른다"며 눈물범벅의 얼굴로 청문회장을 나가는 이들도 보였으며, 뻔뻔한 대답을 넘어 고압적인 태도까지 보인 증인들이 또 한 번 유가족들을 자극하였다는 비평이 있다.
이에 대해서 세월호 유가족들은 "세월호 특조위 청문회, 3일은 부족했다" 라고 이야기 하였으며, 1차 청문회를 마친 유가족들이 청문회에 대해 아쉬움을 토로하면서 세월호 참사 진상 규명을 위한 과제를 제시하기도 하였다. 이들은, 3일 동안 진행된 청문회에서 공허한 책임론만이 오갔다는 공통적인 평가를 내렸으며, 이태호 4.16연대 상임위원은 "3일간 굉장히 이상한 질의·응답이 오갔다"며 "많은 증인은 결국 '나는 아무것도 하지 않았으니 책임이 없다'고 둘러댔다"고 비판했다. 전명선 4.16가족협의회 위원장은 "진실을 밝히기에 3일간의 청문회는 너무 부족했다" 라고 하였으며, 박진 4.16연대 운영위원은 "참사와 재난이 발생했을 때 피해 당사자와 유가족은 제대로 된 정보를 알 권리가 있다"며 "정보 제공의 주체가 누구이며 어떤 원칙을 가지고 있는지 밝혀야 한다는 과제가 남았다"고 입장을 표명하였고, 박종대 4.16가족협의회 진상규명분과장은 이날 청문회에 참고인으로 출석했던 두 민간 잠수사를 언급하며 "특조위는 목숨을 걸고 구조작업을 했던 잠수사들이 왜 부당한 대우를 받고 쫓겨나야 했는지 명확히 조사해달라"고 요구하였다.
한편, 이들은 세월호 특별조사위원회 1차 청문회의 내용을 진단하고 평가하는 발표회를 다음 주 중에 열 계획이다.

## 같이 보기
- 세월호 침몰 사고
- 박근혜-최순실 게이트
- 국가정보원